# 薩巴納格蘭德 (洛斯桑托斯區)
薩巴納格蘭德（西班牙語：Sabanagrande），是巴拿馬的城鎮，位於該國中南部，由洛斯桑托斯省的洛斯桑托斯區負責管轄，面積34.8平方公里，海拔高度137米，2010年人口1,909，人口密度每平方公里54.9人。